# Doop
Doop (ndl. für Taufe) war ein Musikprojekt aus den Niederlanden. Es wurde 1989 von den beiden Houseproduzenten Ferry Ridderhof (* 24. August 1963 in Amsterdam) und Peter Garnefski (* 18. Mai 1964 in Rotterdam) in Den Haag gegründet.

## Wirken
Ridderhof und Garnefski hatten sich während ihres Studiums am Königlichen Konservatorium von Den Haag kennengelernt. Dort galt ihr Interesse besonders dem Erlernen des Gitarrenspiels und der Studioarbeit. Ab 1992 kamen unter verschiedenen Namen wie Booby Trax, Wax Attack, Sugar 'N' Spice und Vicious Delicious erste Veröffentlichungen auf den Markt.
Der größte Hit ihrer Karriere gelang dem Duo im Jahr 1994 als Doop mit dem gleichnamigen Titel, einem Techno-/Housetrack, der auf  Samples von Instrumentalstücken, die im Stile von Charleston-Musik aus den 1920er Jahren eingespielt wurden, aufsetzte. Die Single erreichte im März 1994 in Großbritannien Platz 1 der Charts und hielt sich dort drei Wochen. Auch in den USA war Doop erfolgreich. Dort wurde der Track ein Clubhit und stieg bis auf Platz 2 der Billboard Hot Dance Music/Club Play-Charts. Heute wird das Genre des Songs häufig als Electroswing bezeichnet.
Die Idee dazu kam ihnen beim Anhören verschiedener Housetracks, welche mit 130–135 bpm (Beats per minute) abliefen, also langsamer als die in den Niederlanden zu jener Zeit gängigen Hardcore-House-Stücke, welche durchaus mit 185–200 bpm aufwarteten. Dabei machten sie eine Beobachtung:

“What impressed us at the mellow house parties was the way people were dancing -with their hands kind of waving, like the Charleston was danced in the 1920s and 1930s. That was our main source of inspiration for 'Doop.'”

„Das, was uns bei diesen ruhigeren House Parties am meisten beeindruckte, war die Art der Leute, wie sie tanzten; mit ihren Händen in einer Art Winkbewegung; gerade so, wie der Charleston in den 1920ern und 1930ern getanzt wurde. Das war unsere hauptsächliche Inspiration für Doop.“

Nach ausgiebigem Hören verschiedener Stücke jener alten Musikrichtung, welche sich besonders durch Klarinetten und Saxophone auszeichnete, beauftragten sie drei lokale Musiker einige derartige Instrumentalsongs einzuspielen. Mit Fragmenten aus diesen Liedern zogen sie sich in ihr privates Studio namens Residance Studio zurück, welches sich im Wohnzimmer von Ridderhofs Wohnung in Kijkduin, einem Stadtteil Den Haags befand und kreierten fünf Versionen von Doop. Die Radioversion namens Sidney Berlin Ragtime Band version; eine Version für die Clubs namens Jean Lejeux et Son Orchestre version sowie drei Remixe.
Die Erstveröffentlichung erschien als Maxisingle und wurde an 500 Adressaten der niederländischen Dance-Szene verschickt. Die Reaktionen, insbesondere die der Underground-DJs, waren überwältigend. Später wurden alle fünf Versionen auf CD veröffentlicht.
In den Benelux-Staaten kam die Radioversion sehr gut an; in Großbritannien war wiederum die Clubversion erfolgreich, hier besonders in  Diskotheken für schwul-lesbisches Publikum.
Das offizielle Musikvideo wurde von der Werbe- und Video-Agentur Csar aus Amsterdam erstellt. Es zeigt in einem dreiminütigen, zum Teil mit Falschfarben und schnellen Schnitten versehenen Video Sängerinnen und Tänzer sowie eine Friseurstuhlszene. Mitwirkende waren u. a. die beiden Musiker sowie die Darstellenden Paskalle Kruyssen und Eline van der Ploeg.
Die Nachfolgesingle Huckleberry Jam versuchte, nach demselben Prinzip mit einem Mundharmonika-Sample im Country-Blues-Stil den Erfolg fortzusetzen, doch das Stück floppte. In den Niederlanden lebte das Projekt noch einige Zeit weiter, aber international blieb Doop der einzige Erfolg.
In den folgenden Jahren veröffentlichten Ferry & Garnefski weiter unter verschiedenen Namen wie Hocus Pocus und Sponk. Seit 1998 bilden sie mit Edward Boellaard und Hans Weekhout das Quartett Peplab.

## Diskografie
Alben
- Circus Doop (1995)
- Doop Mania – L’Album des remixes (2001)

Singles
- Doop (1993)
- Huckleberry Jam (1994)
- Wan Too! (1995)
- Ridin’ (1996)